# Brebu, Prahova
Brebu là một xã thuộc hạt Prahova, România. Dân số thời điểm năm 2002 là 7716 người.